# Phyllomacromia unifasciata
Phyllomacromia unifasciata – gatunek ważki z rodziny Macromiidae.